# ديتريش فون ساوكين
 فريدريش فيلهلم إدوارد كازيمير ديتريش فون ساوكين  (بالألمانية: Dietrich von Saucken) (16 مايو 1892 - 27 سبتمبر 1980) قائد عسكري ألمانيا النازية شارك في الحربين العالميتين الأولى والثانية.
ولد ساوكين عام 1892 في بروسيا الشرقية، وانضم الجيش الألماني الامبراطوري عام 1910، وشارك في الحرب العالمية الأولى. عين ساوكين قائدًا لفرقة الدبابات الألمانية الرابعة في نهاية عام 1941، ثم عمل بعد ذلك قائدًا لإحدى المدارس الألمانية العسكرية. في أواخر يونيو 1944، كنائب قائد فيلق الدبابات الألماني الثالث، كوّن ساوكين الوحدة المعروفة باسم«مجموعة فون ساوكين» من بقايا الوحدات التي دمرها القوات السوفييتية في الهجوم على مجموعة الجيوش الوسطى. حاولت هذه المجموعة (في وقت لاحق «فيلق الدبابات التاسع والثلاثون») الدفاع عن مينسك، كما استطاعت تأمين طريقًا لانسحاب القوات الألمانية عبر نهر برزينا.
في الأشهر الأخيرة من الحرب، قاد ساوكين الجيش الثاني الألماني في دفاعه عن بروسيا الشرقية وبروسيا الغربية، حتى نهاية الحرب في 8 مايو 1945. بعد استسلامه للسوفييت، سجن كأسير حرب، وحكم عليه بالأشغال الشاقة لمدة 25 سنة، إلا أنه أطلق سراحه في عام 1955، وتوفي في عام 1980.

## وصلات خارجية
- ديتريش فون ساوكين على موقع مونزينجر (الألمانية)

- "Dietrich von Saucken". Ritterkreuzträger 1939–45. مؤرشف من الأصل (HTML) في 2012-09-04. اطلع عليه بتاريخ 2010-11-16.
- "Dietrich von Saucken". Lexikon der Wehrmacht. مؤرشف من الأصل (HTML) في 2018-08-07. اطلع عليه بتاريخ 2010-11-16.
- "Dietrich von Saucken". Geocities. مؤرشف من الأصل (HTML) في 2009-10-29. اطلع عليه بتاريخ 2010-11-16.